# 非法制造、买卖、运输、储存危险物质罪
非法制造、买卖、运输、储存危险物质罪，是指《中华人民共和国刑法》所规定的一个罪名，最高可判处死刑。

## 量刑
根据《中华人民共和国刑法》第125条规定 非法制造、买卖、运输、储存危险物质的，处三年以上十年以下有期徒刑；情节严重的，处十年以上有期徒刑、无期徒刑或者死刑。

## 案例
2012年1月至2013年3月间，被告人吴某多次收购一次性输液皮条、注射器等医疗废物存放于该宿舍院内，在2013年年初及年底，分二次贩卖，计有100公斤，并从中获利。 吴某因犯非法买卖、储存危险物质罪，被安徽省芜湖市中级人民法院判处有期徒刑二年。